# Matías Seguel
Matías Clemente Seguel Tagle (4 de marzo de 1982) es un velerista chileno.
Ha ganado Campeonato de América del Sur en 2003 en Laser Standard, en 2004 y 2006 en J-24, y en 2019 en Snipe. También  el Campeonato del Hemisferio Occidental y Asia de la clase Snipe en 2023; la  medalla de oro en los Juegos Suramericanos de Playa de 2019; las medallas de plata en los Juegos Suramericanos de 2018 y los Juegos Bolivarianos de 2017; y la medalla de bronce en los Juegos Panamericanos de 2015, en los Juegos Panamericanos de 2011 y en los Juegos Suramericanos de 2022.
Ha sido también múltiple campeón nacional en Laser Radial, Laser Standard, J24,  Formula Windsurfing, J70, J-105 y Snipe, esta última categoria en los años 2017, 2018, 2019, 2022, 2024 y 2025. Todo ello con sus hermanas María Jesús Seguel y Constanza Seguel de tripulantes.